# Список эпизодов телесериала «Ищейка»
Всего отснято 109 эпизодов в 7 сезонах сериала.

## Обзор сезонов
| Сезон | Сезон | Количество эпизодов | Премьера сезона | Финал сезона    | DVD релиз    |
| ----- | ----- | ------------------- | --------------- | --------------- | ------------ |
|       | 1     | 13                  | 13 июня 2005    | 5 сентября 2005 | 23 мая 2006  |
|       | 2     | 15                  | 12 июня 2006    | 4 декабря 2006  | 29 мая 2007  |
|       | 3     | 15                  | 18 июня 2007    | 3 декабря 2007  | 1 июля 2008  |
|       | 4     | 15                  | 14 июля 2008    | 23 февраля 2009 | 26 мая 2009  |
|       | 5     | 15                  | 8 июня 2009     | 21 декабря 2009 | 29 июня 2010 |
|       | 6     | 15                  | 12 июля 2010    | 3 января 2011   | 21 июня 2011 |
|       | 7     | 21                  | 11 июля 2011    | 13 августа 2012 |              |

## Первый сезон: 2005
| Номер серии | Название                  | Режиссёр                            | Сценарий                                                                                            | Дата премьеры (США) |
| --- | ------------------------- | ----------------------------------- | --------------------------------------------------------------------------------------------------- | ------------------- |
| 1 | «Pilot»                   | Майкл М. Робин (Michael M. Robin)   | Джеймс Дафф (James Duff)                                                                            | июнь 13, 2005       |
| Неопознанная женщина найдена зверски убитой в голливудском доме успешного хай-тек миллионера. Заместитель начальника полиции Бренда Джонсон, недавно назначенная в полиции Лос-Анджелеса главой отдела приоритетных убийств, вынуждена противостоять не только странностям этого дела, но и всем, кто возмущается её назначению на эту должность. Используя различные способы, Бренда демонстрирует скептически настроенной команде навыки, которые она получила как прошедший обучение в ЦРУ следователь, и приступает к распутыванию тайны, стоящей за громким убийством. А когда она узнаёт, что убийца и жертва имеют гораздо больше общего, дело принимает неожиданный поворот, что удивляет даже самых старших членов команды. |                           |                                     | |                     |
| 2 | «About Face»              | Майкл М. Робин (Michael M. Robin)   | Джеймс Дафф (James Duff)                                                                            | июнь 20, 2005       |
| Гламурная бывшая модель Хизер Кингсли казалось бы имеет все: муж кинозвезда, сказочный голливудский особняк, любая роскошь, которую можно купить... А она остаётся в виде роскошного трупа. Для заместителя начальника Бренды Джонсон вскоре становится очевидным, что разврат мужа-актёра делает его главным подозреваемым. Получая такой же макияж, как и у Хизер в её последние дни на Земле, Бренда узнаёт некоторые непопулярные секреты о браке бывшей модели. |                           |                                     | |                     |
| 3 | «The Big Picture»         | Элоди Киин (Elodie Keene)           | Ненси Миллер (Nancy Miller)                                                                         | июнь 27, 2005       |
| Убийство русской девушки по вызову становится приоритетным делом для Бренды Джонсон, когда она обнаружила, что клиентами девушки являются некоторые из самых громких VIP-персон в Лос-Анджелесе. По мере расследования участия русских бандитов и нечестного таможенного агента, она сталкивается с оппозицией в лице помощника начальника полиции Поупа, чьи мотивы не являются полностью откровенными. ФБР дышит ей в спину, а её собственная команда заражает её сомнением, Бренда оказывается в трудном положении, пытаясь привлечь убийцу к ответственности. |                           |                                     | |                     |
| 4 | «Show Yourself»           | Майкл М. Робин (Michael M. Robin)   | Венди Вест (Wendy West)                                                                             | июль 4, 2005        |
| Отдел убийств приступает к расследованию, когда три члена латинской банды застрелены в Макартур Парке. Все указывает на обычное насилие между бандами, однако Бренда узнаёт, что убийство может быть совершено из мести высококвалифицированным военным снайпером. По мере того как увеличивается количество трупов, возрастает насилие "око за око" между бандами. Бренда доверяется отцу предполагаемого убийцы, который утверждает, что он хочет остановить смертельную миссию своего сына. Эта сумасбродная идея может ещё больше подорвать доверие её к команды к ней. |                           |                                     | |                     |
| 5 | «Flashpoint»              | Крейг Зиск (Craig Zisk)             | Рик Келлард (Rick Kellard)                                                                          | июль 11, 2005       |
| В момент назначения важного тестирования нового антидепрессанта, помогающего зависимым подросткам справляться с наркотической зависимостью, известный врач убит в своём кабинете. Бренда и отдел убийств оказываются лицом к лицу с дорогостоящей фармацевтическая компанией, отказывающейся сотрудничать, и с постоянно увеличивающимся списком подозреваемых. Когда Бренда не соглашается с членом своей команды о том, как вести расследование, в местной прессе всплывает утверждения о её ненадлежащем поведении в прошлом. |                           |                                     | |                     |
| 6 | «Fantasy Date»            | Грег Йетанес (Greg Yaitanes)        | Роджер Вольфсон (Roger Wolfson)                                                                     | июль 18, 2005       |
| Когда дочь видного конгрессмена изнасилована и убита в своём доме, шокирующие данные свидетельствуют о сексуальных пристрастиях жертвы. Бренда и отдел убийств копаются в нездоровой изнанке мира садо-мазо, и дело принимает неожиданный поворот. Как шеф полиции, Поуп подталкивает Бренду к определённым убеждениям в нашумевшем деле, и тут она обнаруживает тайну, которая может сделать её следующей жертвой. |                           |                                     | |                     |
| 7 | «You Are Here»            | Глория Музио (Gloria Muzio)         | Харт Балдвин (Hunt Baldwin) & Джон Ковени (John Coveny)                                             | июль 25, 2005       |
| Любовная жизнь Бренды приостанавливается (опять), когда её призывают расследовать убийство имеющего множество врагов судьи штата Калифорния, выполненное в стиле казни, а также угон его автомобиля. Единственным свидетелем преступления является больной аутизмом сын-подросток судьи. Теперь, чтобы решить дело, Бренда должна отпереть находящиеся в голове мальчика секреты, скрывающие личность настоящего убийцы. |                           |                                     | |                     |
| 8 | «Batter Up»               | Арвин Браун (Arvin Brown)           | Джеймс Дафф (James Duff)                                                                            | август 1, 2005      |
| Начальник полиции Поуп находится под сильным политическим давлением, когда бум на почве ненависти преступлений против гей-сообщества обостряется от грабежа до убийства. Будучи преисполнен решимости поймать убийцу прежде, чем он нанесёт ещё один удар, Поуп переназначает дело Бренде и её отделу, к большому неудовольствию капитана Тейлора. Но когда один из членов команды Бренды тайно предоставляет Тейлору направление, которое могло бы закрыть дело, Бренда должна выйти за рамки политики, как внутренние, так и внешние, и сосредоточиться на поиске убийцы. |                           |                                     | |                     |
| 9 | «Good Housekeeping»       | Майкл М. Робин (Michael M. Robin)   | Венди Вест (Wendy West)                                                                             | август 8, 2005      |
| Дочь горничной в богатой лосанжелесской семье изнасилована и убита, отделу убийств поручено найти убийцу девушки. Направление расследования указывает на определённого преступника, и дело кажется, можно открыть и закрыть, однако жесткий поворот возвращает расследование на круги своя. А когда Бренда раскрывает шокирующие новые доказательства, она считает себя вправе привлечь настоящего убийцу к правосудию. |                           |                                     | |                     |
| 10 | «The Butler Did It»       | Тауния Маккирнан (Tawnia McKiernan) | Рик Келлард (Rick Kellard)                                                                          | август 15, 2005     |
| Неожиданная смерть молодой вдовы одного из богатейших людей в Лос-Анджелесе и последующее самоубийство её дворецкого накликает двойные неприятности для Бренды и её команды. Все члены этой неблагополучной семьи попадают под подозрение, команда отдела убийств должна отделить факты от вымысла в этом сложном детективе. |                           |                                     | |                     |
| 11 | «LA Woman»                | Рик Уоллейс (Rick Wallace)          | Харт Балдвин (Hunt Baldwin) & Джон Ковени (John Coveny)                                             | август 22, 2005     |
| Когда видный иранский бизнесмен застрелен в Голливуде, Бренда входит в противостояние с ФБР в том, кто будет вести расследование. Неохотно согласившись работать вместе, ФБР назначает друга Бренды, агента Фрица Говарда, на это дело. Но когда становится очевидным, что ФБР имеет свою собственную повестку дня, смогут ли отношения Бренды с Фрицем выдержать такое давление? |                           |                                     | |                     |
| 12 | «Fatal Retraction»        | Глория Музио (Gloria Muzio)         | Сценарий: Венди Вест (Wendy West) & Роджер Вольфсон (Roger Wolfson) Сюжет: Джеймс Дафф (James Duff) | август 29, 2005     |
| Случай ошибочного результата идентификации освобождает осуждённого психического убийцу. Теперь Бренда и отдел убийств не только должны найти убийцу, но и настоящую личность жертвы. Продираясь через сложные детали, окружающие это странное дело, Бренда обнаруживает, что член её команды, возможно, подделал улики. Однако она может получить более серьёзные проблемы, если недавно выпущенный убийца зациклится на ней самой. |                           |                                     | |                     |
| 13 | «Standards and Practices» | Майкл М. Робин (Michael M. Robin)   | Джеймс Дафф (James Duff)                                                                            | сентябрь 5, 2005    |
| Пока отдел убийств занят расследованием убийства голливудского продюсера, против Бренды поданы анонимные жалобы, которые грозят поставить под угрозу её карьеру. Когда начальник полиции Поуп предлагает свою помощь, Бренда колеблется: он пытается помочь, или вытеснить её? После того как она отказывается идти на компромисс, или умерить свой подход, команда Бренды вступает в сговор за её спиной и вершит её судьбу, удивив всех - особенно Бренду. |                           |                                     | |                     |

## Второй сезон: 2006
| Номер серии | Название                   | Режиссёр                                  | Сценарий                                                | Дата премьеры (США) |
| --- | -------------------------- | ----------------------------------------- | ------------------------------------------------------- | ------------------- |
| 1 | «Blue Blood»               | Майкл М. Робин (Michael M. Robin)         | Джеймс Дафф (James Duff) & Майк Берчем (Mike Berchem)   | июнь 12, 2006       |
| Бренда расследует убийство служащего Лос-Анджелесской полиции, когда он был не на работе. Фриц давит на Бренду с решением, может ли он или нет переехать к ней. |                            |                                           |                                                         |                     |
| 2 | «Mom Duty»                 | Глория Музио (Gloria Muzio)               | Венди Вест (Wendy West)                                 | июнь 19, 2006       |
| Смерть присяжного в ходе судебного разбирательства над боссом мафии, Бренда должна проявить хитрость на пути к допросу оставшихся присяжных заседателей. Тем временем мать Бренды (Фрэнсис Стернхаген) своим незапланированным визитом откладывает переезд Фрица. |                            |                                           |                                                         |                     |
| 3 | «Slippin»                  | Элоди Киин (Elodie Keene)                 | Харт Балдвин (Hunt Baldwin) & Джон Ковени (John Coveny) | июнь 26, 2006       |
| Ранен один, и убито два студента USC. Бренда всеми силами скрывает от мамы отношения с Фритцем. |                            |                                           |                                                         |                     |
| 4 | «Aftertaste»               | Арвин Браун (Arvin Brown)                 | Стивен Кейн (Steven Kane)                               | июль 3, 2006        |
| Расследование убийства владельца модного ресторана осложняется странным поведением Бренды. |                            |                                           |                                                         |                     |
| 5 | «To Protect & to Serve»    | Элоди Киин (Elodie Keene)                 | Адам Беланоф (Adam Belanoff)                            | июль 10, 2006       |
| Бренде приходится прикрывать саму себя. На кону стоит честь её команды и доверие, завоеванное таким трудом. |                            |                                           |                                                         |                     |
| 6 | «Out of Focus»             | Майкл М. Робин (Michael M. Robin)         | Харт Балдвин (Hunt Baldwin) & Джон Ковени (John Coveny) | июль 17, 2006       |
| Бренда расследует очевидное самоубийство фоторепортёра, и Фриц получает тревожный телефонный звонок. |                            |                                           |                                                         |                     |
| 7 | «Head Over Heels»          | Мэт Эрл Бислей (Matt Earl Beesley)        | Венди Вест (Wendy West)                                 | июль 24, 2006       |
| Расследование Брендой убийства порно-звезды, которая впоследствии была расчленена, вызывает эмоции, которые могут или не могут быть связаны с делом. Богатство становится сомнительным. |                            |                                           |                                                         |                     |
| 8 | «Critical Missing»         | Рик Уоллейс (Rick Wallace)                | Джеймс Дафф (James Duff) & Майк Берчем (Mike Berchem)   | июль 31, 2006       |
| Нахождение тел японской женщины и её дочери, умерших от очевидных убийства и самоубийства, наводят команду на след возможного серийного убийцы. |                            |                                           |                                                         |                     |
| 9 | «Heroic Measures»          | Нельсон МакКормик (Nelson McCormick)      | Адам Беланоф (Adam Belanoff)                            | август 7, 2006      |
| Умирает 8-летний мальчик, и его друг винит себя в его смерти, он очень расстроен. Детективы считают, что мать несёт ответственность за это, но она пытается свалить вину. |                            |                                           |                                                         |                     |
| 10 | «The Other Woman»          | Лесли Линка Глаттер (Lesli Linka Glatter) | Стивен Кейн (Steven Kane)                               | август 14, 2006     |
| Дело об ошибочном опознании. Помимо этого Бренда вовлечена в другое дело: развод Поупа. Карьера Бренды и её репутация снова под угрозой. |                            |                                           |                                                         |                     |
| 11 | «Borderline»               | Рик Уоллейс (Rick Wallace)                | Харт Балдвин (Hunt Baldwin) & Джон Ковени (John Coveny) | август 21, 2006     |
| Тройное убийство напоминает самоубийство, однако оказавшись на месте преступления детективы не находят тела убитых. |                            |                                           |                                                         |                     |
| 12 | «No Good Deed»             | Чарльз Хаид (Charles Haid)                | Джеймс Дафф (James Duff) & Венди Вест (Wendy West)      | август 28, 2006     |
| Застрелен свидетель, который может освободить убийцу. Это приводит расследование в класс католической школы. |                            |                                           |                                                         |                     |
| 13 | «Overkill»                 | Майкл М. Робин (Michael M. Robin)         | Джеймс Дафф (James Duff) & Адам Беланоф (Adam Belanoff) | сентябрь 4, 2006    |
| Смерть информатора ФБР ставит Фрица в роли хранителя мира между ФБР и Брендой. |                            |                                           |                                                         |                     |
| 14 | «Serving the King, Part 1» | Арвин Браун (Arvin Brown)                 | Харт Балдвин (Hunt Baldwin) & Джон Ковени (John Coveny) | декабрь 4, 2006     |
| Будучи отстранённой от дел после перестрелки в её комнате, Бренду призывает её старый друг, чтобы расследовать убийство подростка, связанного с террористической ячейкой. Работая тайно, Бренде придётся найти убийцу прежде, чем её команда будет полностью развалена Тейлором. |                            |                                           |                                                         |                     |
| 15 | «Serving the King, Part 2» | Кевин Бэйкон                              | Джеймс Дафф (James Duff) & Майк Бечем (Mike Berchem)    | декабрь 4, 2006     |
| После восстановления команды Бренда должна сделать все для исполнения своего обещания найти члена Армии Аллаха, которого ЦРУ очень сильно хочет допросить относительно поставки пропавшего плутония. Через какое-то время становится очевидным, что ЦРУ вводит её в заблуждение своей информацией. Будущее отдела убийств висит на волоске, Бренда должна выяснить, кому она может доверять, прежде чем она станет следующей жертвой. |                            |                                           |                                                         |                     |

## Третий сезон: 2007
| Номер серии | Название                    | Режиссёр                          | Сценарий                                                                                            | Дата премьеры (США) |
| --- | --------------------------- | --------------------------------- | --------------------------------------------------------------------------------------------------- | ------------------- |
| 1 | «Homewrecker»               | Майкл М. Робин (Michael M. Robin) | Джеймс Дафф (James Duff) & Майк Берчем (Mike Berchem)                                               | июнь 18, 2007       |
| Команда расследует жестокое убийство семьи. Сын, единственный оставшийся в живых, вскоре становится их главным подозреваемым. Однако, когда начинают вскрываться секреты его отца, выясняется, что все не так как кажется, появляются новые подозреваемые. Помимо этого, Бренда борется с сокращением бюджета в полиции Лос-Анджелеса.                                                                   |                             |                                   | |                     |
| 2 | «Grave Doubt»               | Арвин Браун (Arvin Brown)         | John Coveny and Hunt Baldwin                                                                        | июнь 25, 2007       |
| Тело давно умершей жертвы убийства найдено вместе с визитной карточкой лейтенанта Провенза. Команда начинает поиск личности убитого и личности его убийцы. След от пули приводит к бандитскому оружию, которое был взято полицией Лос-Анджелеса ещё 15 лет тому назад. Заместитель начальника Джонсон вынуждена бороться с политическим активистом Отецом Джеком и с эхом прошлых политических волнений. |                             |                                   | |                     |
| 3 | «Saving Face»               | Майкл Прессман (Michael Pressman) | Адам Беланоф (Adam Belanoff)                                                                        | июль 2, 2007        |
| На похоронах отставного полицейского лейтенант Провенза и лейтенант Флинн открыли что-то совершенно неожиданное в гробу вместе с трупом. Между тем, Бренде приходится иметь дело с разгневанной невестой, чья свадьба была разрушена в ходе расследования. |                             |                                   | |                     |
| 4 | «Ruby»                      | Майкл М. Робин (Michael M. Robin) | Сценарий: Стивен Кейн (Steven Kane) Сюжет: Майк Берчем (Mike Berchem)                               | июль 9, 2007        |
| Недавно выпущенный сексуальный преступник обвиняется в похищении ребёнка, в связи с отсутствии временем, детектив Габриэль выбивает из него признание. Заместитель начальника Джонсон приходится иметь дело с действиями Габриэля, в процессе получения юридически допустимых признаний от подозреваемого, и ей приходится обратиться к коммандеру Тейлору за помощью.                                   |                             |                                   | |                     |
| 5 | «The Round File»            | Грир Шеппард (Greer Shephard)     | Майкл Алаимо (Michael Alaimo)                                                                       | июль 16, 2007       |
| В участке появляется пенсионер, признающийся в отравлении и убийстве шестерых приятелей пожилого возраста. Бренду убедила его исповедь. После того как все поверили его словам, пенсионер берёт обратно своё признание и говорит Джонсон, что персонал дома престарелых и есть те, кто отравляет людей, что приводит Бренду к менеджеру с несколько зловещими стратегиями по сокращению расходов.        |                             |                                   | |                     |
| 6 | «Dumb Luck»                 | Элоди Киин (Elodie Keene)         | Дуппи Деметриус (Duppy Demetrius)                                                                   | июль 23, 2007       |
| Личный тренер был убит во время свидания с замужней женщиной. Бренда подозревает, что её муж мог нанять киллера, чтобы убить покойного. Единственным свидетелем убийства является камердинер Паркер с диагнозом ОКР. Бренде и Провензе приходится решать дела самостоятельно, пока остальная команда проходит анти-террористическую подготовку.                                                          |                             |                                   | |                     |
| 7 | «Four to Eight»             | Арвин Браун (Arvin Brown)         | Кэн Мартин (Ken Martin)                                                                             | июль 30, 2007       |
| На улице застрелены двое членов банды Каторси, Бренде и её команде необходимо раскрыть убийства до того, как между бандами начинается война. Между тем, у Бренды появляется личный страх в связи со здоровьем, когда она, наконец, посещает врача. |                             |                                   | |                     |
| 8 | «Manhunt»                   | Рик Уоллейс (Rick Wallace)        | Джеймс Дафф (James Duff) & Майк Берчем (Mike Berchem)                                               | август 6, 2007      |
| Два тела найдены мертвым на пляже Лос-Анджелеса, похоже, серийный убийца вернулся. Осознавая, что он убивает сериями по три, Бренда и её команда должны выследить убийцу до третьей жертвы. |                             |                                   | |                     |
| 9 | «Blindsided»                | Кевин Бэйкон                      | Джон Ковени (John Coveny) & Харт Балдвин (Hunt Baldwin)                                             | август 13, 2007     |
| В целях пиара отдела заместитель начальника Джонсон берёт с собой журналиста. Однако их автомобиль обстреляли, и Бренда вынуждена жить под 24-часовой охраной полиции, будучи ключевым свидетелем по делу, которое она должна раскрыть. |                             |                                   | |                     |
| 10 | «Culture Shock»             | Элоди Киин (Elodie Keene)         | Адам Беланоф (Adam Belanoff)                                                                        | август 20, 2007     |
| Китайская деловая женщина найдена мертвой в экскурсионном автобусе, в котором она и её муж работают. Бренда и команда должны глубже копнуть для расследования её прошлой жизни. Родители Бренды раскрывают её команде, что Бренда и Фриц помолвлены. |                             |                                   | |                     |
| 11 | «Lover's Leap»              | Джесси Бокко (Jesse Bochco)       | Стивен Кейн (Steven Kane)                                                                           | август 27, 2007     |
| Автомобиль, принадлежащий сотруднику Департамента Национальной Безопасности, находят в нижней части улицы Малхолланд. Отделу Приоритетных Убийств предлагается раскрыть детали, окружающие смерть водителя, расследование приводит Бренду гораздо ближе к дому, чем она ожидала. |                             |                                   | |                     |
| 12 | «'Til Death Do Us Part One» | Роджер Янг                        | Сценарий: Майкл Алиамо (Michael Alaimo) Сюжет: Джеймс Дафф (James Duff)                             | сентябрь 3, 2007    |
| Известный голливудский адвокат по разводам обнаружен плавающим в собственном бассейне. Расследование заместителя начальника Джонсон под сильным контролем. Между тем, Фриц и Бренда пытаются консолидировать свои финансовые дела, что приводит Бренду к открытию секретов Фрица, которые тот хранил. |                             |                                   | |                     |
| 13 | «'Til Death Do Us Part Two» | Майкл М. Робин (Michael M. Robin) | Сценарий: Дуппи Деметриус (Duppy Demetrius) Сюжет: Джеймс Дафф (James Duff)                         | сентябрь 10, 2007   |
| Под сильным давлением, Бренда имеет только сорок восемь часов, чтобы разбить алиби нового свидетеля и вернуть дело в нужное русло. Между тем, отношения Бренды с Фрицем в опасности, поскольку она показывает, что узнала хранимый секрет Фрица. |                             |                                   | |                     |
| 14 | «Next of Kin (Part One)»    | Скотт Эллис (Scott Ellis)         | Сценарий: Харт Балдвин (Hunt Baldwin) & Джон Ковени (John Coveny) Сюжет: Майк Берчем (Mike Berchem) | декабрь 3, 2007     |
| На Рождество Бренда и Фриц, пытаются найти покупателя для своего дома. Когда главный подозреваемый в жестоком ограблении банка сбегает в Атланту, Бренда и Фриц оказываются гостями её родителей, где Бренда разрывается между долгом по работе и долгом перед семьёй. Ещё более неожиданным является прибытие Флинна и Провензы.                                                                        |                             |                                   | |                     |
| 15 | «Next of Kin (Part Two)»    | Джеймс Дафф (James Duff)          | Сценарий: Адам Беланоф (Adam Belanoff) & Джеймс Дафф (James Duff) Сюжет: Майк Берчем (Mike Berchem) | декабрь 3, 2007     |
| Бренда, Фриц, её родители, Флинн и Провенза, а также её главный подозреваемый едут обратно в Лос-Анджелес в доме на колесах её родителей. Тактика Бренды, которую она использует для получения сотрудничества со свидетелем, шокирует её родителей и приводит к непредвиденному исходу. |                             |                                   | |                     |

## Четвёртый сезон: 2008—2009
| Номер серии | Название              | Режиссёр                             | Сценарий                                                  | Дата премьеры (США) |
| --- | --------------------- | ------------------------------------ | --------------------------------------------------------- | ------------------- |
| 1 | «Controlled Burn»     | Майкл М. Робин (Michael M. Robin)    | Джеймс Дафф (James Duff) & Майк Берчем (Mike Berchem)     | июль 14, 2008       |
| Бренда и её коллеги расследуют убийство женщины, труп которой был найден на месте пожара в лесопарке. |                       |                                      |                                                           |                     |
| 2 | «Speed Bump»          | Арвин Браун (Arvin Brown)            | Харт Балдвин (Hunt Baldwin) & Джон Ковени (John Coveny)   | июль 21, 2008       |
| Недавно освобождённый убийца погибает, и Бренда с коллегами выясняют, был ли это несчастный случай или месть. Повредив спину, Фриц не может работать. |                       |                                      |                                                           |                     |
| 3 | «Cherry Bomb»         | Рик Уоллейс (Rick Wallace)           | Майкл Алаимо (Michael Alaimo)                             | июль 28, 2008       |
| Команда расследует смерть девушки в результате самоубийства. Она была изнасилована, и подозрение падает на сына шерифа округа. |                       |                                      |                                                           |                     |
| 4 | «Live Wire»           | Элоди Киин (Elodie Keene)            | Стивен Кейн (Steven Kane)                                 | август 4, 2008      |
| Бренда вновь конфликтует с репортёром местной газеты, когда расследует убийство человека, связанного с наркобизнесом. |                       |                                      |                                                           |                     |
| 5 | «Dial M For Provenza» | Арвин Браун (Arvin Brown)            | Адам Беланофф (Adam Belanoff)                             | август 11, 2008     |
| Разыскивая наёмного убийцу, Провенза отправляется на секретную операцию под прикрытием. Но возникшие проблемы вынуждают команду срочно действовать. |                       |                                      |                                                           |                     |
| 6 | «Problem Child»       | Скотт Эллис (Scott Ellis)            | Дуппи Деметриус (Duppy Demetrius)                         | август 18, 2008     |
| После того, как пропадает приёмный 13-летний мальчик, Бренда должна решить, считать ли это побегом или похищением. Чем дальше она продвигается в расследовании, тем более подозрительным кажется ей ребёнок, и Бренда начинает сомневаться, является ли пропавший мальчик жертвой или потенциальным убийцей. |                       |                                      |                                                           |                     |
| 7 | «Sudden Death»        | Кевин Бэйкон                         | Харт Балдвин (Hunt Baldwin) & Джон Ковени (John Coveny)   | август 25, 2008     |
| На улице, средь бела дня убит молодой парень. Для всей команды Бренды Джонсон это убийство осложняется тем что жертва является братом детектива Санчеса. Сочувствие, дружба, месть...Банды. Снова все непросто, но только не для выдающегося заместителя шефа полиции. |                       |                                      |                                                           |                     |
| 8 | «Split Ends»          | Роксанн Доусон                       | Кен Мартин (Ken Martin) & Майк Берчем (Mike Berchem)      | сентябрь 1, 2008    |
| Бренда и её команда должны расследовать убийство парикмахера на съёмочной площадке. Вскоре выясняется, что убийцей может быть муж-абьюзер этой женщины. Тем временем Бренда должна разобраться со своим отцом, который хочет начать планировать её свадьбу. |                       |                                      |                                                           |                     |
| 9 | «Tijuana Brass»       | Энтони Хемингуэй (Anthony Hemingway) | Джеймс Дафф (James Duff) & Майк Берчем (Mike Berchem)     | сентябрь 8, 2008    |
| В Лос-Анджелесе найдены убитыми двое полицейских из Тихуаны. Их возможная связь с наркокартелем вызывает вопросы о том, были ли эти двое убиты или погибли при самообороне. Статья в LA Times, критикующая работу отдела по расследованию убийств, вынуждает шефа Поупа подготовиться к ликвидации последствий, расформировав отдел по расследованию убийств. |                       |                                      |                                                           |                     |
| 10 | «Time Bomb»           | Майкл М. Робин (Michael M. Robin)    | Стивен Кейн (Steven Kane)                                 | сентябрь 15, 2008   |
| Когда подросток, планировавший теракт, найден мёртвым, недавно переименованный отдел по расследованию особо тяжких преступлений (MCD) подключается к расследованию намерений террориста. Политическое давление нарастает, чтобы закрыть дело после того, как очевидная цель жертвы установлена, но Бренда вскоре находит загадочную улику, которая приводит к убийственному заговору, ставящему Бренду, её отряд и Фрица под смертельную угрозу, когда они пытаются разрядить опасную ситуацию.                                                             |                       |                                      |                                                           |                     |
| 11 | «Good Faith»          | Элоди Киин (Elodie Keene)            | Адам Беланофф (Adam Belanoff)                             | январь 26, 2009     |
| Проходит по меньшей мере месяц после предыдущего эпизода. Бренда и команда, включая почти оправившегося Санчеса, расследуют смерть мужчины после того, как доктор Моралес раздражённо указывает на несоответствия в уликах, которые ставят под сомнение первоначальное заключение о самоубийстве. Среди подозреваемых — его бывшая девушка, больная раком, и его церковный пастор. Родители Бренды приезжают, когда Бренда и Фриц готовятся к свадьбе, и Бренда должна разобраться в своих чувствах к отцу, когда его здоровью внезапно угрожает опасность. |                       |                                      |                                                           |                     |
| 12 | «Junk in the Trunk»   | Скотт Эллис (Scott Ellis)            | Дуппи Деметриус (Duppy Demetrius) & Лео Гитер (Leo Geter) | февраль 2, 2009     |
| Бренда и её команда расследуют смерть мужчины с ожирением, которого нашли мёртвым в багажнике автомобиля. Главная подозреваемая — его нынешняя девушка, которая оказывается иллюзионисткой (её эвфемизм для «трансвестита»), интересующейся бриллиантами и имеющей собственные смертоносные мотивы. |                       |                                      |                                                           |                     |
| 13 | «Power of Attorney»   | Рик Уоллейс (Rick Wallace)           | Майкл Алаимо (Michael Alaimo)                             | февраль 9, 2009     |
| Бренда встречает свою пару в лице Филлипа Стро, угрожающего и склонного к манипуляциям адвоката, чей клиент обвиняется в изнасиловании нескольких женщин и убийстве одной из них. По мере развития дела выясняется, что клиент на самом деле может быть жертвой, что может привести к тому, что команда проиграет своё первое дело. |                       |                                      |                                                           |                     |
| 14 | «Fate Line»           | Джеймс Дафф (James Duff)             | Стивен Кейн (Steven Kane)                                 | февраль 16, 2009    |
| Ясновидящая Бренды, которая вскоре станет её невесткой (Эми Седарис), приезжает в город на свадьбу Бренды и Фрица. Вскоре она оказывается вовлечённой в дело, поскольку Бренде и команде, возможно, придётся предотвратить ещё одно убийство. |                       |                                      |                                                           |                     |
| 15 | «Double Blind»        | Метью Пен (Matthew Penn)             | Кен Мартин (Ken Martin) & Лео Гитер (Leo Geter)           | февраль 23, 2009    |
| Бренда и Фриц, занятые разными делами, готовятся к свадьбе. Бренда сосредоточена на деле, а её команда пытается убедить её не торопиться, быть счастливой и наслаждаться временем, проведённым с новым мужем. Клэр, Клей и Вилли Рэй стараются сделать вечер идеальным для Бренды и Фрица. |                       |                                      |                                                           |                     |

## Пятый сезон: 2009
| Номер серии | Название                 | Режиссёр                             | Сценарий                                                                                      | Дата премьеры (США) |
| --- | ------------------------ | ------------------------------------ | --------------------------------------------------------------------------------------------- | ------------------- |
| 1 | «Products of Discovery»  | Майкл М. Робин (Michael M. Robin)    | Майкл Алаймо (Michael Alaimo)                                                                 | июнь 8, 2009        |
| Бренда и MCD расследуют убийство четырёх членов семьи, в котором подозревается отец/муж. Но путаница с адресами вскоре связывает это убийство с делом ФБР. Команда начинает замечать странное поведение Провензы. |                          |                                      |                                                                                               |                     |
| 2 | «Blood Money»            | Рик Уоллейс (Rick Wallace)           | Стевен Кейн (Steven Kane)                                                                     | июнь 15, 2009       |
| Бренда и MCD расследуют исчезновение финансового консультанта, который украл миллионы у невинных людей. В личной жизни Бренды всё сложно из-за больной Китти. |                          |                                      |                                                                                               |                     |
| 3 | «Red Tape»               | Рик Уоллейс (Rick Wallace)           | Дуппи Деметриус (Duppy Demetrius)                                                             | июнь 22, 2009       |
| При ограблении убит владелец магазина, убегавший преступник стреляет в сержанта Габриэля. Сержант стреляет в ответ, но у раненого оружие не обнаружено, теперь сержант обвиняется в стрельбе по безоружному подростку. |                          |                                      |                                                                                               |                     |
| 4 | «Walking Back the Cat»   | Стив Робин (Steve Robin)             | Лео Гитер (Leo Geter)                                                                         | июнь 29, 2009       |
| Фриц просит Бренду помочь найти человека, но выясняется, что пропал наркоторговец и осведомитель ФБР |                          |                                      |                                                                                               |                     |
| 5 | «Half Load»              | Роксанн Доусон                       | Кен Мартин (Ken Martin) & Майк Берчем (Mike Berchem)                                          | июль 6, 2009        |
| Когда убивают бывшего члена банды, дело возвращает команду в знакомый район, где они чувствуют себя нежеланными гостями. Бренда должна найти способ раскрыть убийство, которое, судя по всему, было совершено по ошибке, и восстановить мир в нестабильном сообществе. Выясняется, что Бренда по-прежнему одержима делом Филиппа Стро и хранит его в гостевой спальне. |                          |                                      |                                                                                               |                     |
| 6 | «Tapped Out»             | Адам Аркин                           | Адам Беланофф (Adam Belanoff)                                                                 | июль 13, 2009       |
| Шеф Поуп присоединяется к Провензе и Флинну, чтобы «просто прокатиться» и посмотреть, «чем вы, ребята, занимаетесь каждый день». Его день начинается неудачно на месте убийства легенды интернет-знакомств, когда первый прибывший на место детектив «Ричард Трейси» вызывается зафиксировать улики, и Поуп соглашается. К сожалению, «Трейси» — полубезумный самозванец. MCD должен следовать за ними, всегда на шаг позади, пытаясь собрать улики.                                    |                          |                                      |                                                                                               |                     |
| 7 | «Strike Three»           | Нельсон МакКормик (Nelson McCormick) | Стивен Кейн (Steven Kane)                                                                     | июль 20, 2009       |
| В перестрелке погибли двое полицейских и подросток, у отдела приоритетных расследованиям стоит задача - раскрыть это дело. Но капитан Рейдер из ОВР сомневается в правомерности стрельбы погибшими полицейскими. |                          |                                      |                                                                                               |                     |
| 8 | «Elysian Fields»         | Николь Кассель (Nicole Kassell)      | Майкл Алаймо (Michael Alaimo)                                                                 | июль 27, 2009       |
| Обнаружен труп, в котором опознали мужчину, которого несколько лет назад обвиняли в убийствах девушек, но он ушел от наказания. Отделу Бренды нужно выяснить, связана ли эта смерть с прошлым убийцы. |                          |                                      |                                                                                               |                     |
| 9 | «Identity Theft»         | Рик Уоллейс (Rick Wallace)           | Сценарий: Джеймс Дафф (James Duff) & Стивен Кейн (Steven Kane) Сюжет: Кен Мартин (Ken Martin) | август 3, 2009      |
| Во время суда Бренда обратила внимание, что обвиняемый в убийстве ошибся в показаниях. Теперь нужно выяснить, что же произошло на самом деле. |                          |                                      |                                                                                               |                     |
| 10 | «Smells Like Murder»     | Майкл М. Робин (Michael M. Robin)    | Дуппи Деметриус (Duppy Demetrious)                                                            | август 10, 2009     |
| В отдел приоритетных расследований пришла посылка - холодильник, в котором обнаружен разложившийся труп. |                          |                                      |                                                                                               |                     |
| 11 | «Maternal Instincts»     | Дэвид МакВиртер (David McWhirter)    | Лео Гитер (Leo Geter)                                                                         | август 17, 2009     |
| Бренда и MCD расследуют стрельбу на школьной парковке, в результате которой один человек погиб, а другой оказался в критическом состоянии. |                          |                                      |                                                                                               |                     |
| 12 | «Waivers of Extradition» | Кевин Бэйкон                         | Адам Беланофф (Adam Belanoff)                                                                 | август 24, 2009     |
| Бренда и ее племянница Шарлин на парковке после перестрелки находят раненого юношу. Бренде нужно выяснить причины стрельбы и кто был её целью, для этого Бренда привлекает Шарлиз. |                          |                                      |                                                                                               |                     |
| 13 | «The Life»               | Стив Робин (Steve Robin)             | Харт Балдвин (Hunt Baldwin) & Джон Ковени (John Coveny)                                       | декабрь 7, 2009     |
| 12-летнего мальчика находят убитым в бандитской забегаловке, затем убивают ещё двух членов той же банды. Бренда и MCD опасаются, что вот-вот начнётся война банд. Вскоре поиски пропавшей девочки, которая могла быть замешана в этом, приводят к гораздо более жестокому преступлению и суровым реалиям жизни в банде на протяжении нескольких поколений. Фриц приносит домой рождественский подарок для Бренды — полосатого котёнка по имени Джоэл.                                   |                          |                                      |                                                                                               |                     |
| 14 | «Make Over»              | Рик Уоллейс (Rick Wallace)           | Майкл Алаймо (Michael Alaimo)                                                                 | декабрь 14, 2009    |
| Когда судебно-медицинскую лабораторию лишают лицензии, старое дело Провензы возобновляется. В Лос-Анджелес возвращается бывший напарник Провензы, Джордж Эндрюс, который радикально изменил свою жизнь с тех пор, как Провенза видел его в последний раз. Расследование усложняется: MCD приходится проявить творческий подход, когда Джордж не может давать показания, а Провензе приходится справляться с переменами вокруг него, и команда узнаёт его самый большой секрет: его имя. |                          |                                      |                                                                                               |                     |
| 15 | «Dead Man's Hand»        | Джеймс Дафф (James Duff)             | Дуппи Деметриус (Duppy Demetrius) & Кен Мартин (Ken Martin)                                   | декабрь 21, 2009    |
| Капитан Шэрон Рейдор возвращается с запросом в отдел особо тяжких преступлений. В то же время Бренда вынуждена иметь дело с эксцентричным поведением Фрица. |                          |                                      |                                                                                               |                     |

## Шестой сезон: 2010—2011
| Номер серии | Название               | Режиссёр                             | Сценарий                                                  | Дата премьеры (США) |
| --- | ---------------------- | ------------------------------------ | --------------------------------------------------------- | ------------------- |
| 1 | «The Big Bang»         | Рик Уоллейс (Rick Wallace)           | Джеймс Дафф (James Duff) & Майк Берчам (Mike Berchem)     | июль 12, 2010       |
| Расследование убийства мужчины, который любил фотографировать звёзды со своего балкона, приводит Бренду и её команду к мысли, что это может быть связано с женщиной, с которой у него был роман. Возникает несколько непредвиденных проблем, в том числе пропажа орудия убийства и переезд команды в новое здание. |                        |                                      |                                                           |                     |
| 2 | «Help Wanted»          | Нельсон МакКормик (Nelson McCormick) | Стивен Кейн (Steven Kane)                                 | июль 19, 2010       |
| Бренда и её команда должны выяснить, почему исчезла няня и были ли друзья мэра как-то связаны с этим исчезновением. Капитан Шэрон Рейдор присоединяется к Бренде в расследовании, но когда Бренда пытается выяснить, что движет капитаном, она сталкивается с тем, чего не ожидала. |                        |                                      |                                                           |                     |
| 3 | «In Custody»           | Майкл М. Робин (Michael M. Robin)    | Майкл Алаймо (Michael Alaimo)                             | июль 26, 2010       |
| Пока отдел занимается расследованием самоубийства, они также оказываются в центре спора между умирающим мужем и его женой, которая пристрастилась к метамфетамину. Бренда узнаёт, что если помощника начальника Поупа выберут следующим начальником полиции, это может привести к её повышению, а командир Тейлор возглавит отдел. Бренда также должна контролировать Санчеса, чьи отцовские инстинкты берут верх над Рубеном и создают хаос на рабочем месте. |                        |                                      |                                                           |                     |
| 4 | «Layover»              | Стив Робин (Steve Robin)             | Адам Беланофф (Adam Belanoff)                             | август 2, 2010      |
| Когда Провенза и Флинн подбирают стюардесс на обратном пути после экстрадиции заключённого, Провенза находит в ванной одной из стюардесс труп. Бренда сообщает шефу Поупу о своём намерении подать заявку на должность начальника полиции. |                        |                                      |                                                           |                     |
| 5 | «Heart Attack»         | Роксанн Доусон                       | Кен Мартин (Ken Martin)                                   | август 9, 2010      |
| Когда команда берётся за дело, связанное с частями тел вероятных членов банды, найденными в пластиковых пакетах, они обнаруживают, что Бренда бросила свою шляпу на ринг, чтобы стать следующим начальником полиции. Провенза и Тао беспокоятся о том, что энтузиазм Санчеса по поводу поиска матери Рубена угасает. |                        |                                      |                                                           |                     |
| 6 | «Off the Hook»         | Майкл М. Робин (Michael M. Robin)    | Дуппи Деметриус (Duppy Demetrius)                         | август 16, 2010     |
| Когда экстренный телефонный звонок в отдел особо тяжких преступлений прерывается, а звонивший, глава комиссии по условно-досрочному освобождению штата, найден мёртвым, шеф Поуп приходит в ярость из-за предполагаемой халатности отдела особо тяжких преступлений. Когда он оспаривает то, как Бренда вела это дело, он называет её блефом и решает взять расследование в свои руки, опасаясь катастрофы в сфере связей с общественностью. Все начинают замечать аномальные изменения в поведении шефа Поупа, поскольку его бестактность во время расследования может лишить Поупа шансов стать новым начальником полиции. |                        |                                      |                                                           |                     |
| 7 | «Jump the Gun»         | Дэвид МакВиртер (David McWhirter)    | Лео Гитер (Leo Geter)                                     | август 23, 2010     |
| После неудачного ограбления банка новый сотрудник ФБР, отвечающий за связь с отделом особо тяжких преступлений, не облегчает жизнь Бренды, хотя и заставляет задуматься, не является ли это признаком того, что Бренда претендует на пост нового начальника полиции. Шеф Поуп узнаёт, что его нет в списке кандидатов, и начинает думать, что ФБР, возможно, замышляет что-то против Бренды, продвигая сотрудника, который может навредить её кандидатуре. |                        |                                      |                                                           |                     |
| 8 | «War Zone»             | Стив Робин (Steve Robin)             | Майкл Алаимо (Michael Alaimo)                             | август 30, 2010     |
| В перестрелке на шоссе с участием трёх солдат, только что вернувшихся из Афганистана, замешаны военные, поскольку дело имеет потенциальную террористическую подоплёку. Но Бренда негативно реагирует на грубое вмешательство в дело, которое, по её мнению, явно связано с бандой. |                        |                                      |                                                           |                     |
| 9 | «Last Woman Standing»  | Стаси К. Блэк (Stacey K. Black)      | Стивен Кейн (Steven Kane)                                 | сентябрь 6, 2010    |
| Убита молодая девушка-видеоблогер, под подозрением мужчина, с которым у неё было свидание, назначенное на сайте знакомств. В это же время, Бренде предлагают сместить приоритет на предстоящее собеседование с мэром. |                        |                                      |                                                           |                     |
| 10 | «Executive Order»      | Майкл М. Робин (Michael M. Robin)    | Алан Беланофф (Alan Belanoff)                             | сентябрь 13, 2010   |
| Служба спасения подобрала человека, которому нужна помощь, но по дороге в больницу он неожиданно нападает и убивает парамедиков и сбегает. |                        |                                      |                                                           |                     |
| 11 | «Old Money»            | Нельсон МакКормик (Nelson McCormick) | Харт Балдвин (Hunt Baldwin) & Джон Ковени (John Coveny)   | декабрь 6, 2010     |
| На лейтенанта Флинна нападают на улице после собрания «Анонимных алкоголиков», и он звонит капитану Шэрон Рейдор за помощью. Бренда пытается сосредоточиться и на своём деле, и на помощи Флинну, которого ложно обвинили в подкупе свидетеля после того, как капитан Рейдор начала внутреннее расследование. |                        |                                      |                                                           |                     |
| 12 | «High Crimes»          | Николь Кассель (Nicole Kassell)      | Ральф Гиффорд (Ralph Gifford) & Карсон Мур (Carson Moore) | декабрь 13, 2010    |
| В городе серия ограблений аптек, где продают лечебную марихуану, но однажды, при ограблении был убит продавец. Почему банда грабителей вдруг изменила свой почерк? Дело взял под свой контроль новый шеф полиции Дерк. |                        |                                      |                                                           |                     |
| 13 | «Living Proof, Part 1» | Рик Уоллейс (Rick Wallace)           | Лео Гитер (Leo Geter)                                     | декабрь 20, 2010    |
| В ТЦ в полном разгаре рождественские покупки, на молодого человека внезапно нападает мужчина с ножом, в драке нападавший вылетает под колёса автомобиля и погибает. Выясняется, что нападавший - отец молодого человека и отдел Бренды должен разобраться, что происходит в его семье. На Рождество в город приехали родители Бренды. |                        |                                      |                                                           |                     |
| 14 | «Living Proof, Part 2» | Джеймс Дафф (James Duff)             | Майкл Алаимо (Michael Alaimo) & Стивен Кейн (Steven Kane) | декабрь 27, 2010    |
| Бренда и MCD должны собрать все части воедино после того, как ошибка в анализе ДНК раскрывает тайну, которая может стать ключом к раскрытию дела. Фриц и Бренда должны разобраться с преступлением, которое родители Бренды считают первоочередной задачей. |                        |                                      |                                                           |                     |
| 15 | «An Ugly Game»         | Шиилин Чоксей (Sheelin Choksey)      | Дуппи Деметриус (Duppy Demetrius)                         | январь 3, 2011      |
| В трущобах задержан наркоман, бывший брокер, принимающий наркотики, на нём одежда в крови и ключи от дорогого автомобиля. Откуда они у него, и как он оказался в этом районе? |                        |                                      |                                                           |                     |

## Седьмой сезон: 2011
| Номер серии | Название                             | Режиссёр                             | Сценарий                                              | Дата премьеры (США) |
| --- | ------------------------------------ | ------------------------------------ | ----------------------------------------------------- | ------------------- |
| 1 | «Unknown Trouble»                    | Нельсон МакКормик (Nelson McCormick) | Майкл Алаимо (Michael Alaimo)                         | июль 11, 2011       |
| Шеф Делк начинает устанавливать свою иерархию. Семья Таррела Бэйлора подаёт в суд на Бренду и полицию Лос-Анджелеса (8 серия 6 сезона), в то время как отдел по расследованию особо тяжких преступлений берёт дело об убийстве рэпера в его собственном доме, тщательно изучая гостей его вечеринки. |                                      |                                      |                                                       |                     |
| 2 | «Repeat Offender»                    | Стив Робин (Steve Robin)             | Стивен Кейн (Steven Kane)                             | июль 18, 2011       |
| После внезапной смерти шефа полиции Делка мэр назначает Уилла Поупа временно исполняющим обязанности шефа полиции, что подрывает амбиции коммандера Тейлора о серьёзном повышении в звании. Команда расследует смерть домоправительницы. Капитан Райдор продолжает, несмотря на протест, проверку отдела по расследованию особо тяжких преступлений в связи с гражданским иском, поданным семьёй Бэйлор, и по прямому указанию Поупа. |                                      |                                      |                                                       |                     |
| 3 | «To Serve With Love»                 | Майкл Прессман (Michael Pressman)    | Адам Беланофф (Adam Belanoff)                         | июль 25, 2011       |
| Лейтенанты Флинн и Провенза попадают в беду, подрабатывая обслуживающим персоналом, когда вскоре после того, как они его обслужили, умирает человек. Возникает вопрос о личности этого человека. |                                      |                                      |                                                       |                     |
| 4 | «Under Control»                      | Рик Уоллейс (Rick Wallace)           | Дуппи Деметриус (Duppy Demetrius)                     | август 1, 2011      |
| Команда ищет пропавшего мальчика в лагере, где работает сын лейтенанта Тао. Аудит отдела по расследованию особо тяжких преступлений капитана Рэйдора продолжается. |                                      |                                      |                                                       |                     |
| 5 | «Forgive Us Our Trespasses»          | Роксанн Доусон                       | Лео Гитер (Leo Geter) & Джим Леонард (Jim Leonard)    | август 8, 2011      |
| Семья пытается защитить репутацию своего покойного священника от скандала. Большая часть MCD получает повестку от адвоката семьи Бейлор (6-й сезон, 8-я серия), что вызывает подозрения в отношении одного из членов команды — детектива Габриэля. Бренда начинает сдавать под давлением. |                                      |                                      |                                                       |                     |
| 6 | «Home Improvement»                   | Шиилин Чоксей (Sheelin Choksey)      | Джеймс Дафф (James Duff) & Майк Берчем (Mike Berchem) | август 15, 2011     |
| Тело осуждённого за сексуальное преступление обнаруживают на строительной площадке; Бренда и Фриц подсчитывают расходы на дорогостоящего адвоката (Марка Пеллегрино). |                                      |                                      |                                                       |                     |
| 7 | «A Family Affair»                    | Энтони Хемингуэй (Anthony Hemingway) | Майкл Алаимо (Michael Alaimo)                         | август 22, 2011     |
| Отряд расследует подозрительную смерть дочери коллеги-полицейского; капитан Рейдор сосредотачивает свои усилия на детективе Санчесе. |                                      |                                      |                                                       |                     |
| 8 | «Death Warrant»                      | Стив Робин (Steve Robin)             | Стивен Кейн (Steven Kane)                             | август 29, 2011     |
| Бренда обращается за помощью к капитану Рейдору в расследовании возможного жестокого обращения полиции; адвокат Бренды начинает допрашивать отдел по делу Бейлора. |                                      |                                      |                                                       |                     |
| 9 | «Star Turn»                          | Стейси К. Блэк (Stacey K. Black)     | Лео Гитер (Leo Geter)                                 | сентябрь 5, 2011    |
| Отец молодой звезды видео-блогеров найден мёртвым после того, как неделю назад его объявили пропавшим без вести. Бренда и полиция Лос-Анджелеса выясняют, был ли это несчастный случай, самоубийство или убийство. |                                      |                                      |                                                       |                     |
| 10 | «Fresh Pursuit»                      | Майкл М. Робин (Michael M. Robin)    | Адам Беланофф (Adam Belanoff)                         | сентябрь 12, 2011   |
| Команда расследует убийство помощника шерифа, совершённое бандой угонщиков автомобилей. В случае Бэйлор, суд предоставляет резюме решения отвергая Дела Семейные Бэйлора Бэйлор и адвокат Goldman немедленно файлов федеральный костюм для многочисленных нарушениях гражданских прав начиная с бренда присоединились к полиции Лос-Анджелеса, сославшись на случаи, когда ее умышленных действий осужденных подозреваемых внесудебные казни: Николай Козлов ("Большая картина"), Роджер Стимпл ("Руби"), инспектор мексиканской полиции Мартин Васкес ("Тихуана Брасс") и Бэйлор ("Зона боевых действий"), а также упомянула о самоубийстве в офисе по только что завершенному делу и о ее постоянном преследовании Филиппа Стро. |                                      |                                      |                                                       |                     |
| 11 | «Necessary Evil»                     | Нельсон МакКормик (Nelson McCormick) | Даппи Деметриус (Duppy Demetrius)                     | ноябрь 28, 2011     |
| Стрельба в директора средней школы приводит к тому, что Бренда и её команда начинают расследование в отношении школьного футбольного тренера. После того, как капитан Рейдор сообщает шефу Поупу и MCD, что она принимает предложение о работе за пределами города, адвокат семьи Бейлор комментирует это в течение короткого времени, наконец подтверждая, что в MCD действительно есть утечка информации. |                                      |                                      |                                                       |                     |
| 12 | «You Have the Right to Remain Jolly» | Rick Wallace                         | James Duff & Michael Alaimo                           | декабрь 5, 2011     |
| Бренда и ее команда расследуют подозрительную гибель Криса Крингла на зиплайне в рождественской деревне, которой управляет Санта Джек (Фред Уиллард). Базз Уотсоночень привлекательная сестра Кейси Уотсон (Кристин Вудс) привлекает внимание мужчин в команде. Брэнда выясняет, кто на самом деле заплатил гонорар ее адвокату. |                                      |                                      |                                                       |                     |
| 13 | «Relative Matters»                   | David McWhirter                      | Ken Martin                                            | декабрь 12, 2011    |
| Мужчина найден мёртвым в своей машине вскоре после того, как его жестоко избил человек, находившийся под наблюдением ФБР. Бренде трудно сосредоточиться на расследовании после того, как отец сообщает ей плохие новости. |                                      |                                      |                                                       |                     |
| 14 | «Road Block»                         | Nelson McCormick                     | Jim Leonard                                           | декабрь 19, 2011    |
| Жена комиссара полиции пытается скрыть своё вождение в нетрезвом виде, которое привело к смерти студентки. |                                      |                                      |                                                       |                     |
| 15 | «Silent Partner»                     | Arvin Brown                          | James Duff & Mike Berchemd                            | декабрь 26, 2011    |
| Происходит убийство, связанное со смертью Террелла Бейлора; Бренда обращается за помощью к бизнесмену, у которого есть старые связи в этом районе; адвокат Бренды и адвокат семьи Бейлор спорят о последнем убийстве и урегулировании дела Бейлора. |                                      |                                      |                                                       |                     |
| 16 | «Hostile Witness»                    | Steve Robin                          | Steven Kane                                           | июль 9, 2012        |
| Бренда сталкивается с извращённым адвокатом (и предполагаемым насильником и убийцей) Филлипом Стро, который представляет интересы насильника, задержанного MCD. Когда Бренда пытается использовать нестандартную стратегию, чтобы выиграть время и найти сообщника насильника, она навлекает на себя гнев окружного прокурора и узнаёт, что правило Джонсона ослабило её позиции в полиции Лос-Анджелеса. |                                      |                                      |                                                       |                     |
| 17 | «Fool's Gold»                        | Jon Tenney                           | Ralph Gifford & Carson Moore                          | июль 16, 2012       |
| Команда Бренды должна поймать воровскую парочку после того, как они ограбили ювелирный магазин прямо под носом у Флинна и Провензы (которые пытались выкупить обручальное кольцо его первой бывшей жены). |                                      |                                      |                                                       |                     |
| 18 | «Drug Fiend»                         | Paul McCrane                         | Duppy Demetrius                                       | июль 23, 2012       |
| Онколога убивают в его клинике. Бренда ведёт расследование, несмотря на то, что беспокоится о раке своего отца. Появляется Энн Мейсон, девушка детектива Габриэля и его потенциальная невеста. |                                      |                                      |                                                       |                     |
| 19 | «Last Rites»                         | David McWhirter                      | Leo Geter                                             | июль 30, 2012       |
| Пока мать Бренды и её больной отец навещают её, она и её команда расследуют убийство священника, который пришёл в квартиру, чтобы провести отпевание. |                                      |                                      |                                                       |                     |
| 20 | «Armed Response»                     | Michael M. Robin                     | Steven Kane & Jim Leonard                             | август 6, 2012      |
| Ветеран, работающий охранником, застрелен перед заброшенным домом, где MCD находит доказательства сексуальной активности. Бренда возвращается с похорон матери и берётся за это дело. Капитан Рейдор обнаруживает (неосознанный) источник утечки информации в департаменте. |                                      |                                      |                                                       |                     |
| 21 | «The Last Word»                      | Michael M. Robin                     | James Duff & Mike Berchem                             | август 13, 2012     |
| Когда экстренный звонок в службу 911 (сделанный Расти Беком) приводит Бренду и её команду на место захоронения Филиппа Стро, ей приходится прибегнуть к крайним мерам, чтобы раскрыть дело. Её не назначили помощником начальника полиции в пользу командира Тейлора, отстранили от работы, чуть не уволили и всё равно сделали выговор, несмотря на то, что она задержала Стро и спасла ей и Расти жизнь. Бренда решает уйти из полиции Лос-Анджелеса и занять должность начальника Бюро расследований окружного прокурора Лос-Анджелеса. |                                      |                                      |                                                       |                     |